# Raymond Balmès
 (juin 2019).
Si vous disposez d'ouvrages ou d'articles de référence ou si vous connaissez des sites web de qualité traitant du thème abordé ici, merci de compléter l'article en donnant les références utiles à sa vérifiabilité et en les liant à la section « Notes et références ».
Raymond Balmès, né à Bordeaux le 24 février 1917 et mort à Paris le 12 février 1962, est un philosophe français.

## Biographie

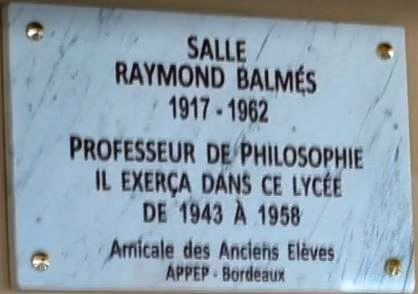
Salle Raymond-Balmès au lycée Bertran de Born (Périgueux)

Élève de Jean Nabert et de Louis Lavelle au lycée Henri-IV, il entre à l'École normale supérieure en 1938 (en même temps que Maurice Clavel, Jean-Baptiste Duroselle, Robert Escarpit ou encore Geneviève Rodis-Lewis). La pleurésie qu'il contracte à l'École de Saint-Maixent, au printemps de 1940, marque le début d'un long combat contre la maladie qui pèsera sur toute sa vie ultérieure. Reçu cinquième à l’agrégation de philosophie en 1943, il enseigne d'abord au lycée de garçons de Périgueux (où une salle de classe porte son nom depuis 2017), puis, à partir de 1958, à Janson-de-Sailly. 
Après sa mort prématurée à 44 ans, plusieurs de ses anciens élèves, dont Bernard Attali, confient leurs notes de cours à sa famille. Jointes à ses propres notes préparatoires, et mises en forme par son épouse Francine, agrégée de lettres, et par leur fils François, futur agrégé de philosophie, elles formeront la base de ses Leçons de philosophie (Paris, Éditions de l'École, 2 vol., 1965, avec une préface d'Étienne Borne, avec qui il avait lié amitié). Ce manuel, souvent réimprimé (quelque 12 000 exemplaires vendus jusqu'à 1988) et pionnier en son genre, influença plusieurs générations de jeunes philosophes.

## Publications
- « Être et poésie », Messages, 1939, no II, « Métaphysique et Poésie », p. 25-27.
- « L’esprit de la poésie lyrique », Bulletin de la Société de Philosophie de Bordeaux, 5e année, mars 1950, no 21, p. 2-24.
- Compte-rendu du livre de Fabre d'Olivet, La Vraie Maçonnerie et la Céleste Culture. Texte inédit avec introduction et notes critiques par Louis Cellier, publication de la Faculté des Lettres de Grenoble, PUF, 1952, 180 p. In Revue Philosophique de la France et de l'Étranger, T. 144, 1954, p. 449-450.
- « Prolégomènes à toute logomachie future », Revue de l’Enseignement philosophique, 6e année, no 3, février-mars 1956 [concours véto 1955], p. 16-18.
- Compte-rendu du livre d’Henri Mondor, Alain. Souvenirs. Pages inédites. Lettres sur le sujet du cœur et de l'esprit. Paris, Gallimard, 1953, in-12, 262 p. In Revue philosophique de France et de l’étranger, n°1er janvier-mars 1957, p. 96-100.
- Notices sur Jean Nabert et Pierre Lachièze-Rey, Histoire de la philosophie européenne, [15e édition.] 2. Tableau de la philosophie contemporaine [De 1850 à 1957], par Alfred Weber et Denis Huisman, Avant-propos de Gabriel Marcel,... éditions Fischbacher, Paris, 1957, p. 121-123 (pour Jean Nabert) et p. 124-125 (pour Pierre Lachièze-Rey).
- « L’équipe de la revue Arguments », France Forum, no 25, juin 1960, p. 30.
- « Histoire et humanisme chez Raymond Aron », France Forum, no 33, juillet 1961, p. 19-22.
- Philosophie de l'action. Morale générale par Raymond Balmès,. et Morale appliquée, par Marc Soriano (Plans pilotes Bordas no 2007-2008, Paris, 1961, In-4° (fig. en coul.), 31 p.
- Leçons de philosophie. Tome 1. Suivies d'un cours d'esthétique, par Mme Hélène Colbère. Tome 2, Paris, Éditions de l'École, 1965, 720 et 936 p.[1].
- Compte-rendu du livre de Marcel Méry, La critique du christianisme chez Renouvier, Paris, Vrin, 1952 In Revue philosophique de la France et de l'étranger, no 3-4, juillet-décembre 1969, p. 432-446.
- Compte-rendu de l’anthologie Jules Lachelier, La Nature. L'Esprit. Dieu, textes choisis par Louis Millet, Paris, Presses Universitaires de France, 1955, 168 p. (In Revue Philosophique de la France et de l'étranger, no 4, octobre-décembre 1971, p. 492).